# South Ealing (metrostation)
South Ealing is een station van de metro van Londen aan de Piccadilly Line. Het station is geopend in 1883.

## Geschiedenis
Station South Ealing werd op 1 mei 1883 geopend als halte aan de Hounslowtak van de District Railway (DR), de latere District Line. De diensten werden aanvankelijk verzorgd door stoomtreinen totdat de Hunslowtak in 1905 was geëlektrificeerd. Doordat begin 20e eeuw de DR samen met drie projecten voor metrolijnen in geboorde tunnels, waaronder de Great Northern Piccadilly & Brompton Railway, werd opgekocht door de Amerikaanse investeerder Yerkes werd de DR onderdeel van een netwerk, de Underground Electric Railways Co of London Ltd (UERL)
Na de Eerste Wereldoorlog wilde de UERL haar net stroomlijnen door de GNP&BR te verlengen naar nieuw te bouwen woonwijken in het noordoosten. Ten westen van Hammersmith wilde UERL de GNP&BR als sneldienst naast de DR leggen om de reistijden tussen de woongebieden in het westen en de binnenstad te bekorten. Deze plannen werden tegengewerkt door vervoerders die de voorstadslijnen met stoomtractie uitbaatten en bang waren dat de elektrische metro klanten zou afsnoepen. In 1929 werd alsnog begonnen met de uitvoering van de plannen van de UERL. Zoals bij veel stations van de DR in het westen van Londen die onderdeel werden van de verlenging van de GNP&BR kreeg South Ealing een nieuw stationsgebouw.
Het openbaar vervoer in Londen werd op 1 juli 1933 genationaliseerd in de London Passenger Transport Board, die de metrolijnen de eenvormige uitgang Line gaf. Zodoende werd de DR District Line en de GNP&BR Piccadilly Line. Het station wordt sinds 29 april 1935 bediend door de Piccadilly-lijn. In 1935 en 1936 werden de oorspronkelijke gebouwen vervangen, waarbij het noordelijke perron een nieuwe betonnen perronkap en een wachtkamer kreeg in de stijl van het New Works Programme 1935–1940. Verder werd het station toen ook van elektrische verlichting voorzien. In 1983 werd het stationsgebouw opnieuw vervangen en in 2006 zijn de perrons gerenoveerd en voorzien van nieuwe bebording, wachtruimten, beveiligingsapparatuur en een nieuw omroepsysteem.

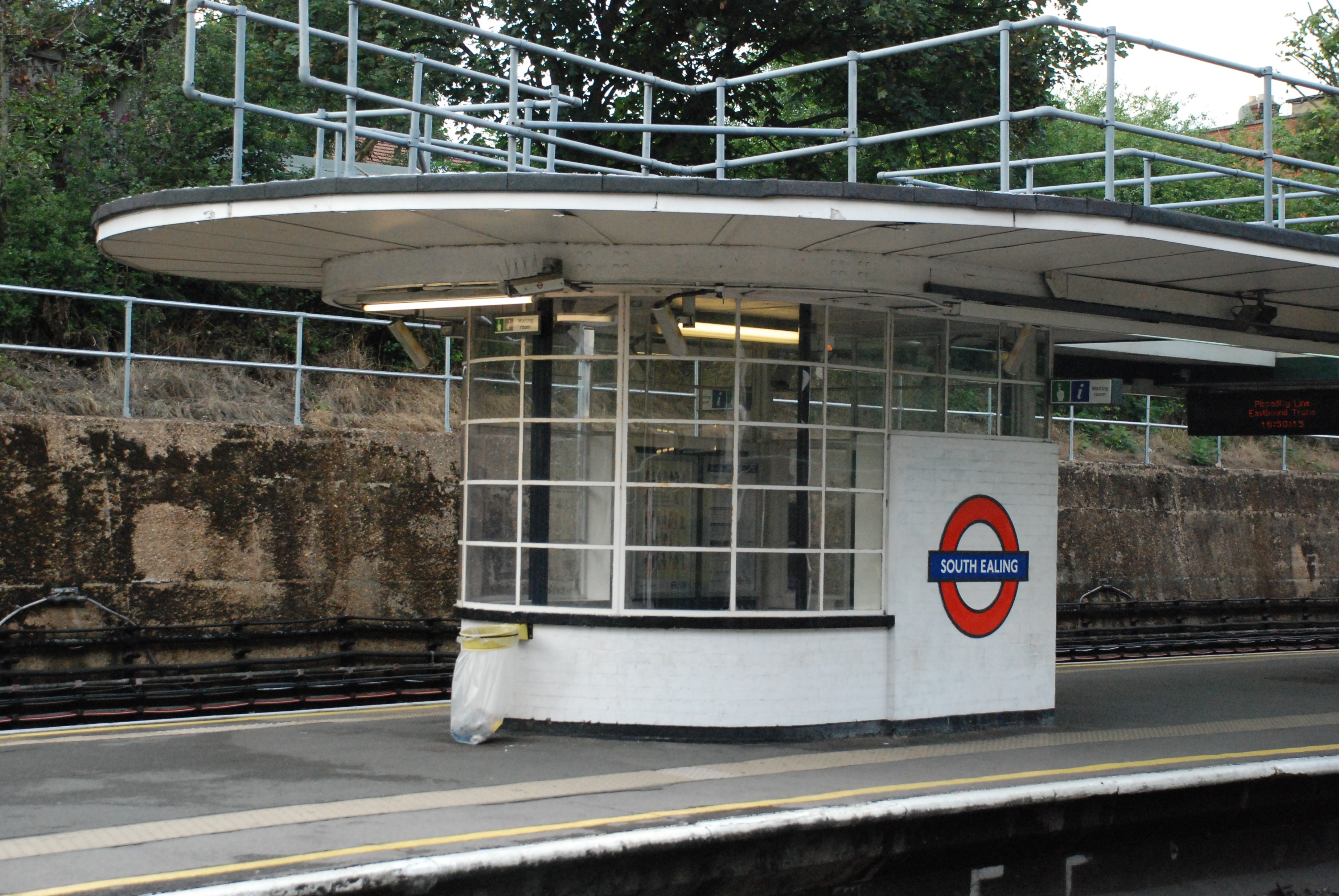
Het noordelijke perron in de stijl van het New Works programme 1935 – 1940.
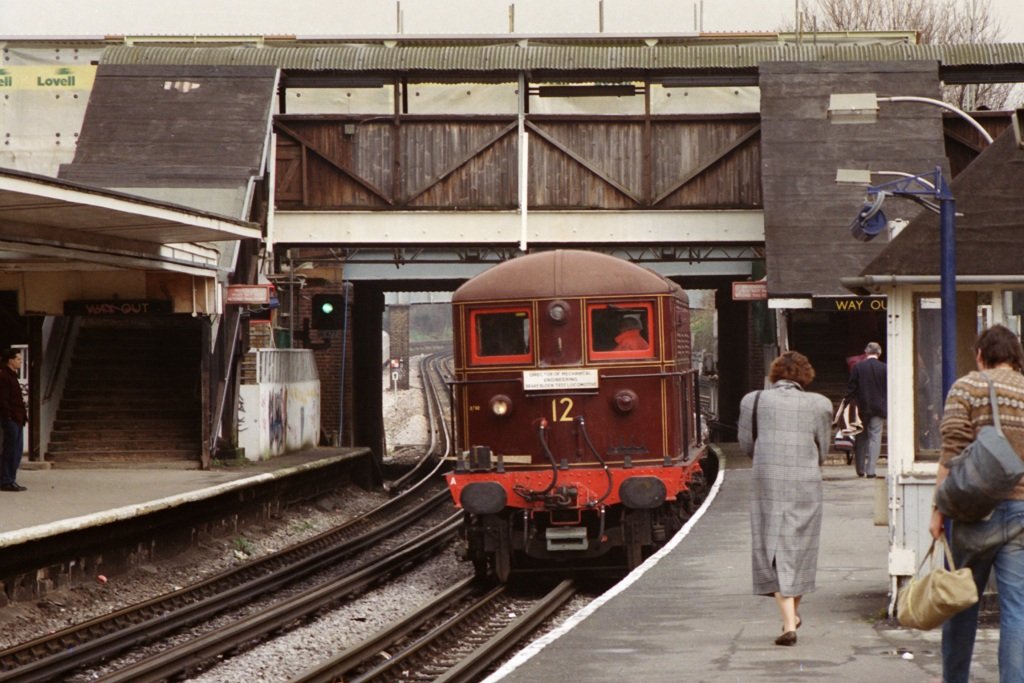
Locomotief 12 van de Metropolitan Railway onder de loopbrug op 30 maart 1988.
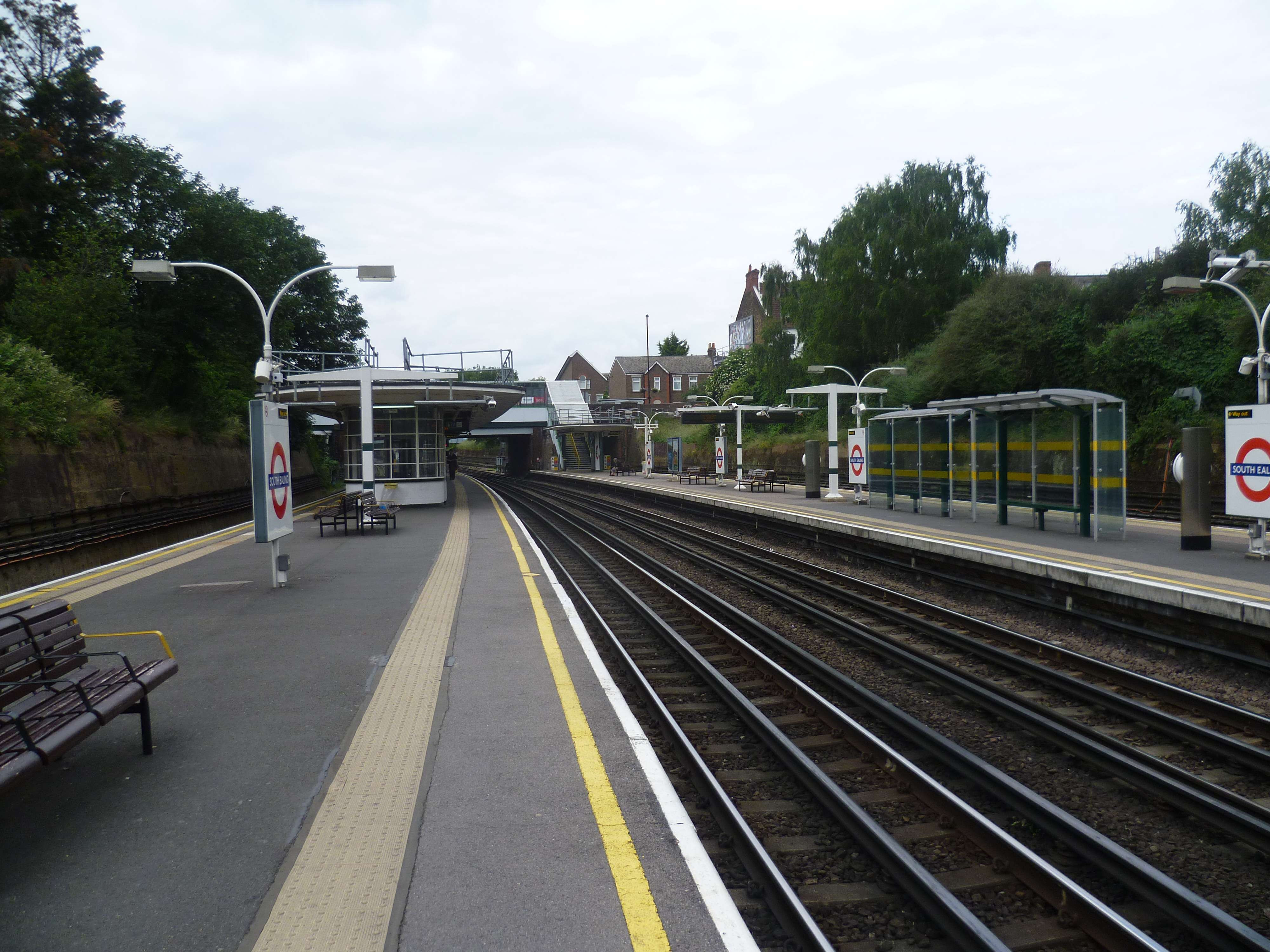
Het station gezien uit het westen.

## Ligging en inrichting
Het station ligt aan de South Ealing Road bij de noordwest hoek van het viaduct waarmee de weg de metro kruist. In 1883 was dit de enige oversteek over het spoor tussen Acton en Boston Manor, en was er nog nauwelijks bebouwing in de buurt. Er was toen sprake van twee zijperrons langs dubbelspoor die met een loopbrug en vaste trappen met de stationshal verbonden waren. De komst van de Piccadilly Line betekende dat de zijperrons tot eilandperrons werden omgebouwd en het stationsgebouw werd gemoderniseerd. De binnenste sporen waren bij Acton Town aangesloten op de nieuwe sporen van de Piccadilly Line en liepen door tot het nieuwe depot bij Northfields. De buitenste sporen werden gebruikt door de stopdiensten van de District. De diensten van de District Line langs South Ealing werden in 1964 beëindigd.
Het noordelijke perron voor de metro's richting de stad is deel overkapt en heeft een wachtkamer, terwijl het andere perron niet over een kap of wachtkamer beschikt. De loopbrug is alleen met vrij smalle trappen met de perrons verbonden en daardoor is het station niet rolstoeltoegankelijk. Net als alle andere metrostations in Londen heeft South Ealing een Labyrint-kunstwerk van Mark Wallinger, dat sinds 2013 in het station hangt.